# Joan Orleans
Joan Orleans (* 1. Dezember 19?? in New Orleans, Louisiana, bürgerlich Joan Schmitt-Parks) ist eine US-amerikanische Gospel-Sängerin, die in den 1970er und 1980er Jahren auch als Pop-Sängerin bekannt war.

## Biografie
Joan Orleans wuchs in den USA auf und siedelte 1976 nach Deutschland um. 1977 nahm sie für Philips die Single Go Go auf. Ab 1978 stand sie für mehrere Jahre bei Ralph Siegels Label Jupiter unter Vertrag: Hier entstanden eine Reihe von Singles, die von Disco bis hin zu Pop-Balladen reichten. Produziert wurde sie in jenen Jahren von Siegel, aber auch von Horst Hornung (Maggie Mae, Ramona Wulf). 1981 trug ein Auftritt in der Fernsehsendung Bio´s Bahnhof zu Orleans Popularität bei. Bemerkenswert war außerdem die Single I'm Still Crazy About You, die 1982 für den Soundtrack zum Kinofilm Die Jäger mit Helmut Berger und Barbara Sukowa ausgewählt wurde. 1985 veröffentlichte die Sängerin eine Single bei Koch (Take My Love), die von Mick Jackson produziert wurde.
Ende der 1980er Jahre nahm Orleans mit dem Produzenten Nigel Wright, der zuvor in langjähriger Zusammenarbeit mit der Band Shakatak Erfolge gefeiert hatte, zwei Pop-Alben auf. Auf dem 1989er Album With You or Never war mit I'm the One unter anderem eine Komposition von dem damals international erfolgreichsten Produzententeam Stock Aitken Waterman enthalten. Im gleichen Jahr trat Orleans in der Fernsehsendung Verstehen Sie Spaß? auf.
Ab den 1990er Jahren widmete sich Orleans wieder ihren Gospel-Wurzeln und veröffentlichte einige Alben in diesem Stil. 1998 feierte das Musical Mahalia über das Leben der Gospel-Legende Mahalia Jackson im Stadttheater Amberg mit Orleans in der Hauptrolle Premiere. Das Stück unter der Regie von Michael Wedekind wird bis heute in Deutschland und Nachbarstaaten aufgeführt. Insgesamt ging die Produktion 16 Mal auf Tournee.
Orleans hat über die Jahre mit einigen bekannten Künstlern auf der Bühne gestanden: So sang sie unter anderem mit Peter Horton oder Marc Marshall im Duett.

## Diskografie

### Alben (Auswahl)
- 1987: Joan Orleans (Blow up/Intercord)
- 1989: With You or Never (Blow up/Intercord)
- 1996: Showers of Blessing (auch als Higher and Higher veröffentlicht, feat. The Original USA Gospelchoir) (Edel)
- 1999: Joan Orleans Sings Mahalia Jackson (Ariola)